# 尼亚马·恩赫包勒德

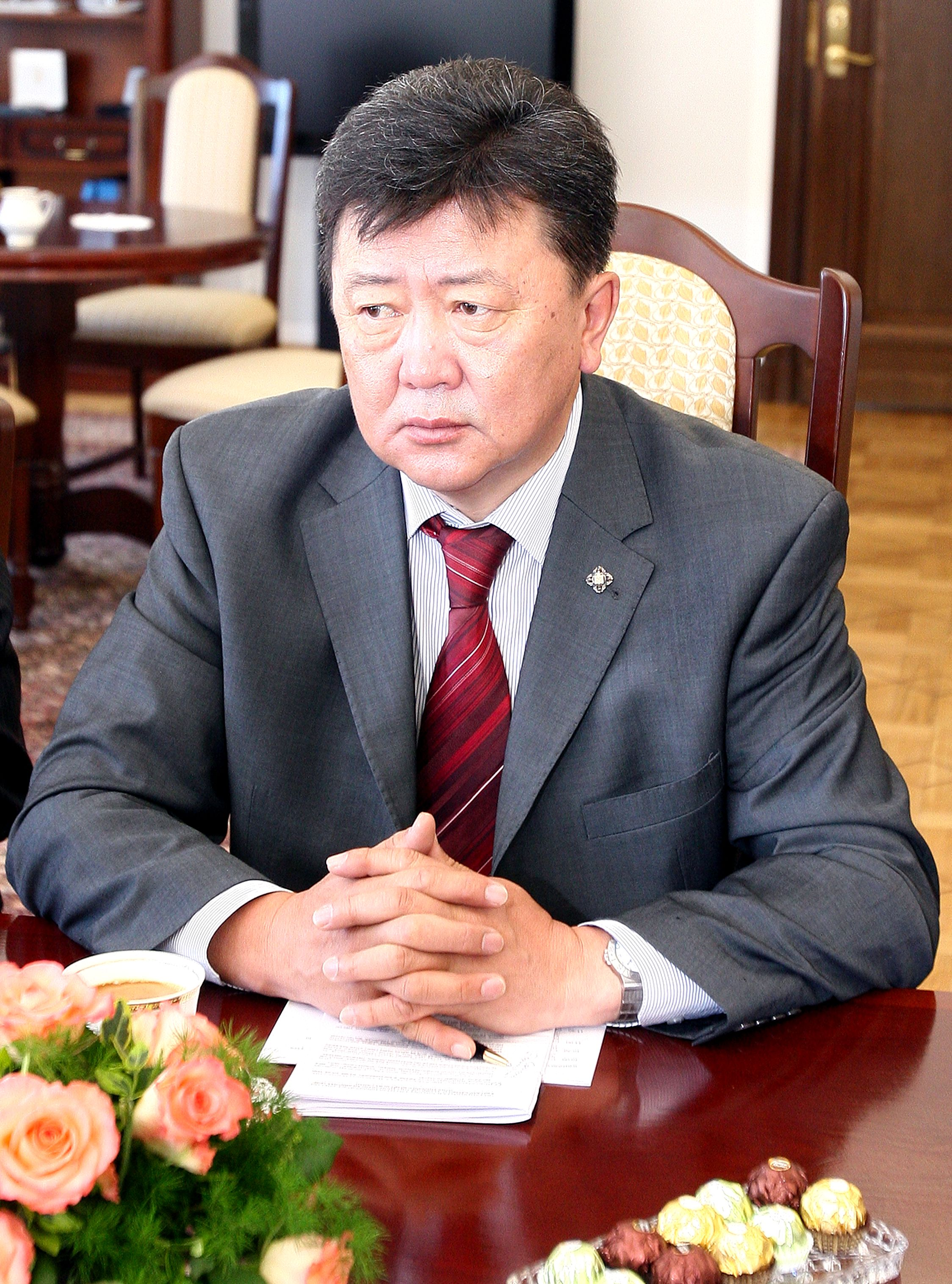
尼亚马·恩赫包勒德

尼亚马·恩赫包勒德（羅馬化：Nyamaagiin Enkhbold；1957年1月6日—）蒙古族，蒙古扎布汗省乌里雅苏台县人。蒙古国政治家。现任蒙古国驻华大使。

## 生平
1957年1月6日，恩赫包勒德生于蒙古扎布汗省乌里雅苏台县。1974年，毕业于中央省宗莫德市十年制中学。1979年，毕业于莫斯科新闻学院工程与经济专业。1989年至1990年，在莫斯科高级党校学习。1996年至1997年，在澳大利亚悉尼大学学习，获得国家行政管理学硕士学位。恩赫包勒德通晓俄语、英语。
1979年至1980年，恩赫包勒德任蒙古人民共和国文化部综合出版司工作人员。1980年至1986年，任文化部计划经济司专员。1986年至1989年，任国家出版局副局长。其间，1987年恩赫包勒德加入蒙古人民革命党。1990年至1993年，任“蒙古出版”集团总裁。1993年至1995年，任蒙古国副总理顾问。1997年10月至2000年，任蒙古国总统新闻办公室主任。2000年7月，当选为国家大呼拉尔委员，并任各国议会联盟领导委员会委员。2004年7月，再度当选为国家大呼拉尔委员，并任蒙古人民革命党议员团小组副主席。2006年1月27日，恩赫包勒德被任命为外交部长。他还在2007年前后正在担任蒙古人民革命党领导委员会成员。2007年12月，恩赫包勒德被任命为政府办公厅主任。

## 家庭
恩赫包勒德已婚，有一子一女。